# 3771 Alexejtolstoj
A 3771 Alexejtolstoj (ideiglenes jelöléssel 1974 SB3) a Naprendszer kisbolygóövében található aszteroida. Ljudmilla Vasziljevna Zsuravljova fedezte fel 1974. szeptember 20-án.